# Liste des champions de tennis vainqueurs en Grand Chelem en double
Liste des champions de tennis vainqueurs en Grand Chelem (double) :

## Vainqueurs par année
| Légende                                                  | Légende             | Légende                  |
| -------------------------------------------------------- | ------------------- | ------------------------ |
| Grand Chelem                                             |                     |                          |
| Petit Chelem                                             | 3 titres à la suite | 3 titres non consécutifs |
| Deux victoires la même année                             | 2 titres à la suite | 2 titres non consécutifs |
| On entend la réalisation de ces performances par équipe. |                     |                          |

| Année | Open d'Australie                                                                    | Roland Garros                                       | Wimbledon                                                  | US Open                                         | Open d'Australie (en déc. de 1977 à 1985)      |
| ----- | ----------------------------------------------------------------------------------- | --------------------------------------------------- | ---------------------------------------------------------- | ----------------------------------------------- | ---------------------------------------------- |
| 1881  | Pas de compétition                                                                  | Pas de compétition                                  | Pas de compétition                                         | Clarence Clark (1/1) Fred Taylor (1/1)          |                                                |
| 1882  | Pas de compétition                                                                  | Pas de compétition                                  | Pas de compétition                                         | Richard Sears (1/6) James Dwight (1/5)          |                                                |
| 1883  | Pas de compétition                                                                  | Pas de compétition                                  | Pas de compétition                                         | Richard Sears (2/6) James Dwight (2/5)          |                                                |
| 1884  | Pas de compétition                                                                  | Pas de compétition                                  | Ernest Renshaw (1/5) William Renshaw (1/5)                 | Richard Sears (3/6) James Dwight (3/5)          |                                                |
| 1885  | Pas de compétition                                                                  | Pas de compétition                                  | Ernest Renshaw (2/5) William Renshaw (2/5)                 | Richard Sears (4/6) Joseph Clark (1/1)          |                                                |
| 1886  | Pas de compétition                                                                  | Pas de compétition                                  | Ernest Renshaw (3/5) William Renshaw (3/5)                 | Richard Sears (5/6) James Dwight (4/5)          |                                                |
| 1887  | Pas de compétition                                                                  | Pas de compétition                                  | Herbert Wilberforce (1/1) Patrick Bowes-Lyon (1/1)         | Richard Sears (6/6) James Dwight (5/5)          |                                                |
| 1888  | Pas de compétition                                                                  | Pas de compétition                                  | Ernest Renshaw (4/5) William Renshaw (4/5)                 | Oliver Campbell (1/3) Valentine Hall (1/2)      |                                                |
| 1889  | Pas de compétition                                                                  | Pas de compétition                                  | Ernest Renshaw (5/5) William Renshaw (5/5)                 | Henry Slocum (1/1) Howard Taylor (1/1)          |                                                |
| 1890  | Pas de compétition                                                                  | Pas de compétition                                  | Joshua Pim (1/2) Frank Stoker (1/2)                        | Valentine Hall (2/2) Clarence Hobart (1/3)      |                                                |
| 1891  | Pas de compétition                                                                  | Pas de compétition                                  | Herbert Baddeley (1/4) Wilfred Baddeley (1/4)              | Oliver Campbell (2/3) Robert Huntington (1/2)   |                                                |
| 1892  | Pas de compétition                                                                  | Pas de compétition                                  | Ernest Lewis (1/1) Harold Barlow (1/1)                     | Oliver Campbell (3/3) Robert Huntington (2/2)   |                                                |
| 1893  | Pas de compétition                                                                  | Pas de compétition                                  | Joshua Pim (2/2) Frank Stoker (2/2)                        | Clarence Hobart (2/3) Fred Hovey (1/2)          |                                                |
| 1894  | Pas de compétition                                                                  | Pas de compétition                                  | Herbert Baddeley (2/4) Wilfred Baddeley (2/4)              | Clarence Hobart (3/3) Fred Hovey (2/2)          |                                                |
| 1895  | Pas de compétition                                                                  | Pas de compétition                                  | Herbert Baddeley (3/4) Wilfred Baddeley (3/4)              | Malcolm Chace (1/1) Robert Wrenn (1/1)          |                                                |
| 1896  | Pas de compétition                                                                  | Pas de compétition                                  | Herbert Baddeley (4/4) Wilfred Baddeley (4/4)              | Carr Neel (1/1) Sam Neel (1/1)                  |                                                |
| 1897  | Pas de compétition                                                                  | Pas de compétition                                  | Hugh Lawrence Doherty (1/10) Reginald Frank Doherty (1/10) | Leo Ware (1/2) George Sheldon (1/2)             |                                                |
| 1898  | Pas de compétition                                                                  | Pas de compétition                                  | Lawrence Doherty (2/10) Reginald Doherty (2/10)            | Leo Ware (2/2) George Sheldon Jr. (2/2)         |                                                |
| 1899  | Pas de compétition                                                                  | Pas de compétition                                  | Lawrence Doherty (3/10) Reginald Doherty (3/10)            | Holcombe Ward (1/6) Dwight Davis (1/3)          |                                                |
| 1900  | Pas de compétition                                                                  | Pas de compétition                                  | Lawrence Doherty (4/10) Reginald Doherty (4/10)            | Holcombe Ward (2/6) Dwight Davis (2/3)          |                                                |
| 1901  | Pas de compétition                                                                  | Pas de compétition                                  | Lawrence Doherty (5/10) Reginald Doherty (5/10)            | Holcombe Ward (3/6) Dwight Davis (3/3)          |                                                |
| 1902  | Pas de compétition                                                                  | Pas de compétition                                  | Sydney Smith (1/2) Frank Riseley (1/2)                     | Lawrence Doherty (6/10) Reginald Doherty (6/10) |                                                |
| 1903  | Pas de compétition                                                                  | Pas de compétition                                  | Lawrence Doherty (7/10) Reginald Doherty (7/10)            | Lawrence Doherty (8/10) Reginald Doherty (8/10) |                                                |
| 1904  | Pas de compétition                                                                  | Pas de compétition                                  | Lawrence Doherty (9/10) Reginald Doherty (9/10)            | Holcombe Ward (5/6) Beals Wright (1/3)          |                                                |
| 1905  | Randolph Lycett (1/5) Tom Tachell (1/1)                                             |                                                     | Lawrence Doherty (10/10) Reginald Doherty (10/10)          | Holcombe Ward (5/6) Beals Wright (2/3)          |                                                |
| 1906  | Rodney Heath (1/2) Anthony Wilding (1/5)                                            |                                                     | Sydney Smith (2/2) Frank Riseley (2/2)                     | Holcombe Ward (6/6) Beals Wright (3/3)          |                                                |
| 1907  | Bill Gregg (1/1) Harry Parker (1/1)                                                 |                                                     | Norman Brookes (1/4) Anthony Wilding (2/5)                 | Fred Alexander (1/6) Harold Hackett (1/4)       |                                                |
| 1908  | Fred Alexander (2/6) Alfred Dunlop (1/1)                                            |                                                     | Anthony Wilding (3/5) Josiah Ritchie (1/2)                 | Fred Alexander (3/6) Harold Hackett (2/4)       |                                                |
| 1909  | J.Keane (1/1) Ernie Parker (1/2)                                                    |                                                     | Herbert Barrett (1/3) Arthur Gore (1/1)                    | Fred Alexander (4/6) Harold Hackett (3/4)       |                                                |
| 1910  | Ashley Campbell (1/2) Horace Rice (1/2)                                             |                                                     | Josiah Ritchie (2/2) Anthony Wilding (4/5)                 | Fred Alexander (5/6) Harold Hackett (4/4)       |                                                |
| 1911  | Rodney Heath (2/2) Randolph Lycett (2/5)                                            |                                                     | Max Decugis (1/1) André Gobert (1/1)                       | Raymond Little (1/1) Gus Touchard (1/1)         |                                                |
| 1912  | James Cecil Parke (1/1) Charles Dixon (1/3)                                         |                                                     | Herbert Barrett (2/3) Charles Dixon (2/3)                  | Maurice McLoughlin (1/3) Tom Bundy (1/3)        |                                                |
| 1913  | Alf Hedeman (1/1) Ernie Parker (2/2)                                                |                                                     | Herbert Barrett (3/3) Charles Dixon (3/3)                  | Maurice McLoughlin (2/3) Tom Bundy (2/3)        |                                                |
| 1914  | Ashley Campbell (2/2) Gerald Patterson (1/6)                                        |                                                     | Norman Brookes (2/4) Anthony Wilding (5/5)                 | Maurice McLoughlin (3/3) Tom Bundy (3/3)        |                                                |
| 1915  | Horace Rice (2/2) Clarence Todd (1/1)                                               | Pas de compétition (Première Guerre mondiale)       | Pas de compétition (Première Guerre mondiale)              | William Johnston (1/3) Clarence Griffin (1/3)   |                                                |
| 1916  | Pas de compétition (Première Guerre mondiale)                                       | Pas de compétition (Première Guerre mondiale)       | Pas de compétition (Première Guerre mondiale)              | William Johnston (2/3) Clarence Griffin (2/3)   |                                                |
| 1917  | Pas de compétition (Première Guerre mondiale)                                       | Pas de compétition (Première Guerre mondiale)       | Pas de compétition (Première Guerre mondiale)              | Fred Alexander (6/6) Harold Throckmorton (1/1)  |                                                |
| 1918  | Pas de compétition (Première Guerre mondiale)                                       | Pas de compétition (Première Guerre mondiale)       | Pas de compétition (Première Guerre mondiale)              | Bill Tilden (1/6) Vincent Richards (1/7)        |                                                |
| 1919  | Pat O'Hara Wood (1/5) Ron Thomas (1/3)                                              |                                                     | Pat O'Hara Wood (2/5) Ron Thomas (2/3)                     | Norman Brookes (3/4) Gerald Patterson (2/6)     |                                                |
| 1920  | Pat O'Hara Wood (3/5) Ron Thomas (3/3)                                              |                                                     | Richard Williams (1/3) Charles Garland (1/1)               | William Johnston (3/3) Clarence Griffin (3/3)   |                                                |
| 1921  | Stanley Eaton (1/1) Rhys Gemmell (1/1)                                              |                                                     | Randolph Lycett (3/5) Max Woosnam (1/1)                    | Bill Tilden (2/6) Vincent Richards (3/7)        |                                                |
| 1922  | John Hawkes (1/3) Gerald Patterson (3/6)                                            |                                                     | James Anderson (1/2) Randolph Lycett (4/5)                 | Bill Tilden (3/6) Vincent Richards (3/7)        |                                                |
| 1923  | Pat O'Hara Wood (4/5) Bert St. John (1/1)                                           |                                                     | Leslie Godfree (1/1) Randolph Lycett (5/5)                 | Bill Tilden (4/6) Brian Norton (RSA) (1/1)      |                                                |
| 1924  | James Anderson (2/2) Norman Brookes (4/4)                                           |                                                     | Francis Hunter (1/3) Vincent Richards (4/7)                | Howard Kinsey (1/2) Robert Kinsey (1/2)         |                                                |
| 1925  | Pat O'Hara Wood (5/5) Gerald Patterson (4/6)                                        | René Lacoste (1/3) Jean Borotra (1/9)               | René Lacoste (2/3) Jean Borotra (2/9)                      | Richard Williams (2/3) Vincent Richards (5/7)   |                                                |
| 1926  | John Hawkes (2/3) Gerald Patterson (5/6)                                            | Vincent Richards (6/7) Howard Kinsey (2/2)          | Jacques Brugnon (1/10) Henri Cochet (1/5)                  | Vincent Richards (7/7) Richard Williams (3/3)   |                                                |
| 1927  | John Hawkes (3/3) Gerald Patterson (6/6)                                            | Henri Cochet (2/5) Jacques Brugnon (2/10)           | Frank Hunter (2/3) Bill Tilden (5/6)                       | Frank Hunter (3/3) Bill Tilden (6/6)            |                                                |
| 1928  | Jean Borotra (3/9) Jacques Brugnon (3/10)                                           | Jean Borotra (4/9) Jacques Brugnon (4/10)           | Jacques Brugnon (5/9) Henri Cochet (3/5)                   | George Lott (1/8) John Hennessey (1/1)          |                                                |
| 1929  | Jack Crawford (1/6) Harry Hopman (1/2)                                              | René Lacoste (3/3) Jean Borotra (5/9)               | Wilmer Allison (1/4) John Van Ryn (1/6)                    | George Lott (2/8) John Doeg (1/2)               |                                                |
| 1930  | Jack Crawford (2/6) Harry Hopman (1/2)                                              | Henri Cochet (4/5) Jacques Brugnon (6/10)           | Wilmer Allison (2/4) John Van Ryn (2/6)                    | George Lott (3/8) John Doeg (2/2)               |                                                |
| 1931  | Charles Donohoe (1/1) Roy Dunlop (1/1)                                              | George Lott (4/8) John Van Ryn (3/6)                | George Lott (5/8) John Van Ryn (4/8)                       | Wilmer Allison (3/4) John Van Ryn (5/6)         |                                                |
| 1932  | Jack Crawford (3/6) Edgar Moon (1/1)                                                | Henri Cochet (5/5) Jacques Brugnon (7/10)           | Jean Borotra (6/9) Jacques Brugnon (8/10)                  | Ellsworth Vines (1/2) Keith Gledhill (1/2)      |                                                |
| 1933  | Keith Gledhill (2/2) Ellsworth Vines (2/2)                                          | Patrick Hughes (1/3) Fred Perry (1/2)               | Jean Borotra (7/9) Jacques Brugnon (9/10)                  | George Lott (6/8) Lester Stoefen (1/3)          |                                                |
| 1934  | Fred Perry (2/2) Patrick Hughes (2/3)                                               | Jean Borotra (8/9) Jacques Brugnon (10/10)          | George Lott (7/8) Lester Stoefen (2/3)                     | George Lott (8/8) Lester Stoefen (3/3)          |                                                |
| 1935  | Jack Crawford (4/6) Vivian McGrath (1/1)                                            | Jack Crawford (5/6) Adrian Quist (1/14)             | Jack Crawford (6/6) Adrian Quist (2/14)                    | Wilmer Allison (4/4) John Van Ryn (6/6)         |                                                |
| 1936  | Adrian Quist (3/14) Donald Turnbull (1/2)                                           | Jean Borotra (9/9) Marcel Bernard (1/2)             | Patrick Hughes (3/3) Raymond Tuckey (1/1)                  | Donald Budge (1/4) Gene Mako (1/4)              |                                                |
| 1937  | Adrian Quist (4/14) Donald Turnbull (2/2)                                           | Gottfried von Cramm (1/2) Henner Henkel (1/2)       | Don Budge (2/4) Gene Mako (2/4)                            | Gottfried von Cramm (2/2) Henner Henkel (2/2)   |                                                |
| 1938  | John Bromwich (1/13) Adrian Quist (5/14)                                            | Bernard Destremau (1/1) Yvon Petra (1/2)            | Don Budge (3/4) Gene Mako (3/4)                            | Don Budge (4/4) Gene Mako (4/4)                 |                                                |
| 1939  | John Bromwich (2/13) Adrian Quist (6/14)                                            | Don McNeill (1/2) Charles Harris (1/1)              | Elwood Cooke (1/1) Bobby Riggs (1/1)                       | John Bromwich (3/13) Adrian Quist (7/14)        |                                                |
| 1940  | John Bromwich (4/13) Adrian Quist (8/14)                                            | Pas de compétition (Seconde Guerre mondiale)        | Pas de compétition (Seconde Guerre mondiale)               | Jack Kramer (1/6) Ted Schroeder (1/3)           |                                                |
| 1941  | Pas de compétition (Seconde Guerre mondiale)                                        | Pas de compétition (Seconde Guerre mondiale)        | Pas de compétition (Seconde Guerre mondiale)               | Jack Kramer (2/6) Ted Schroeder (2/3)           |                                                |
| 1942  | Pas de compétition (Seconde Guerre mondiale)                                        | Pas de compétition (Seconde Guerre mondiale)        | Pas de compétition (Seconde Guerre mondiale)               | Gardnar Mulloy (1/5) Bill Talbert (1/5)         |                                                |
| 1943  | Pas de compétition (Seconde Guerre mondiale)                                        | Pas de compétition (Seconde Guerre mondiale)        | Pas de compétition (Seconde Guerre mondiale)               | Jack Kramer (3/6) Frank Parker (1/3)            |                                                |
| 1944  | Pas de compétition (Seconde Guerre mondiale)                                        | Pas de compétition (Seconde Guerre mondiale)        | Pas de compétition (Seconde Guerre mondiale)               | Don McNeill (2/2) Bob Falkenburg (1/2)          |                                                |
| 1945  | Pas de compétition (Seconde Guerre mondiale)                                        | Pas de compétition (Seconde Guerre mondiale)        | Pas de compétition (Seconde Guerre mondiale)               | Gardnar Mulloy (2/5) Bill Talbert (2/5)         |                                                |
| 1946  | John Bromwich (5/13) Adrian Quist (9/14)                                            | Marcel Bernard (2/2) Yvon Petra (2/2)               | Tom Brown (1/1) Jack Kramer (4/6)                          | Gardnar Mulloy (3/5) Bill Talbert (3/5)         |                                                |
| 1947  | John Bromwich (6/13) Adrian Quist (10/14)                                           | Eustace Fannin (1/1) Eric Sturgess (1/1)            | Bob Falkenburg (2/2) Jack Kramer (5/6)                     | Jack Kramer (6/6) Ted Schroeder (3/3)           |                                                |
| 1948  | John Bromwich (7/13) Adrian Quist (11/14)                                           | Lennart Bergelin (1/1) Jaroslav Drobný (1/1)        | John Bromwich (8/13) Frank Sedgman (1/9)                   | Gardnar Mulloy (4/5) Bill Talbert (5/5)         |                                                |
| 1949  | John Bromwich (9/13) Adrian Quist (12/14)                                           | Pancho Gonzales (1/2) Frank Parker (2/3)            | Pancho Gonzales (2/2) Frank Parker (3/3)                   | John Bromwich (10/13) Bill Sidwell (1/1)        |                                                |
| 1950  | John Bromwich (11/13) Adrian Quist (13/14)                                          | Bill Talbert (5/5) Tony Trabert (1/5)               | John Bromwich (12/13) Adrian Quist (14/14)                 | John Bromwich (13/13) Frank Sedgman (2/9)       |                                                |
| 1951  | Ken McGregor (1/7) Frank Sedgman (3/9)                                              | Ken McGregor (2/7) Frank Sedgman (4/9)              | Ken McGregor (3/7) Frank Sedgman (5/9)                     | Ken McGregor (4/7) Frank Sedgman (6/9)          |                                                |
| 1952  | Ken McGregor (5/7) Frank Sedgman (7/9)                                              | Ken McGregor (6/7) Frank Sedgman (8/9)              | Ken McGregor (7/7) Frank Sedgman (9/9)                     | Mervyn Rose (1/4) Vic Seixas (1/5)              |                                                |
| 1953  | Lew Hoad (1/8) Ken Rosewall (1/9)                                                   | Lew Hoad (2/8) Ken Rosewall (2/9)                   | Lew Hoad (3/8) Ken Rosewall (3/9)                          | Rex Hartwig (1/4) Mervyn Rose (2/4)             |                                                |
| 1954  | Rex Hartwig (2/4) Mervyn Rose (3/4)                                                 | Vic Seixas (2/5) Tony Trabert (2/5)                 | Rex Hartwig (3/4) Mervyn Rose (4/4)                        | Vic Seixas (3/5) Tony Trabert (3/5)             |                                                |
| 1955  | Vic Seixas (4/5) Tony Trabert (4/5)                                                 | Vic Seixas (5/5) Tony Trabert (5/5)                 | Rex Hartwig (4/4) Lew Hoad (4/8)                           | Kōsei Kamo (1/1) Atsushi Miyagi (1/1)           |                                                |
| 1956  | Lew Hoad (5/8) Ken Rosewall (4/9)                                                   | Don Candy (1/1) Robert Perry (1/1)                  | Lew Hoad (6/8) Ken Rosewall (5/9)                          | Lew Hoad (7/8) Ken Rosewall (6/9)               |                                                |
| 1957  | Neale Fraser (1/11) Lew Hoad (8/8)                                                  | Malcolm Anderson (1/2) Ashley Cooper (1/4)          | Budge Patty (1/1) Gardnar Mulloy (5/5)                     | Ashley Cooper (2/4) Neale Fraser (2/11)         |                                                |
| 1958  | Ashley Cooper (3/4) Neale Fraser (3/11)                                             | Ashley Cooper (4/4) Neale Fraser (4/11)             | Sven Davidson (1/1) Ulf Schmidt (1/1)                      | Alex Olmedo (1/1) Hamilton Richardson (1/1)     |                                                |
| 1959  | Rod Laver (1/6) Bob Mark (1/3)                                                      | Orlando Sirola (1/1) Nicola Pietrangeli (1/1)       | Roy Emerson (1/16) Neale Fraser (5/11)                     | Roy Emerson (2/16) Neale Fraser (6/11)          |                                                |
| 1960  | Rod Laver (2/6) Robert Mark (2/3)                                                   | Roy Emerson (3/16) Neale Fraser (7/11)              | Rafael Osuna (1/3) Dennis Ralston (1/5)                    | Roy Emerson (4/16) Neale Fraser (8/11)          |                                                |
| 1961  | Rod Laver (3/6) Robert Mark (3/3)                                                   | Roy Emerson (5/16) Rod Laver (4/6)                  | Roy Emerson (6/16) Neale Fraser (9/11)                     | Chuck McKinley (1/3) Dennis Ralston (2/5)       |                                                |
| 1962  | Roy Emerson (7/16) Neale Fraser (10/11)                                             | Roy Emerson (8/16) Neale Fraser (11/11)             | Bob Hewitt (1/9) Fred Stolle (1/10)                        | Rafael Osuna (2/3) Antonio Palafox (1/2)        |                                                |
| 1963  | Bob Hewitt (2/9) Fred Stolle (2/10)                                                 | Roy Emerson (9/16) Manuel Santana (1/1)             | Rafael Osuna (3/3) Antonio Palafox (2/2)                   | Chuck McKinley (2/3) Dennis Ralston (3/5)       |                                                |
| 1964  | Bob Hewitt (3/9) Fred Stolle (3/10)                                                 | Roy Emerson (10/16) Ken Fletcher (1/2)              | Bob Hewitt (4/9) Fred Stolle (4/10)                        | Chuck McKinley (3/3) Dennis Ralston (4/5)       |                                                |
| 1965  | John Newcombe (1/17) Tony Roche (1/13)                                              | Roy Emerson (11/16) Fred Stolle (5/10)              | John Newcombe (2/17) Tony Roche (2/13)                     | Roy Emerson (12/16) Fred Stolle (6/10)          |                                                |
| 1966  | Roy Emerson (13/16) Fred Stolle (7/10)                                              | Clark Graebner (1/1) Dennis Ralston (5/5)           | Ken Fletcher (2/2) John Newcombe (3/17)                    | Roy Emerson (14/16) Fred Stolle (8/10)          |                                                |
| 1967  | John Newcombe (4/17) Tony Roche (3/13)                                              | John Newcombe (5/17) Tony Roche (4/13)              | Bob Hewitt (5/9) Frew McMillan (1/5)                       | John Newcombe (6/17) Tony Roche (5/13)          |                                                |
| 1968  | Dick Crealy (1/2) Allan Stone (1/2)                                                 | ↑ Ère Open ↑                                        | ↑ Ère Open ↑                                               | ↑ Ère Open ↑                                    |                                                |
| 1968  | ↑ Ère Open ↑                                                                        | Ken Rosewall (7/9) Fred Stolle (9/10)               | John Newcombe (7/17) Tony Roche (6/13)                     | Robert Lutz (1/5) Stan Smith (1/5)              |                                                |
| 1969  | Roy Emerson (15/16) Rod Laver (5/6)                                                 | John Newcombe (8/17) Tony Roche (7/13)              | John Newcombe (9/17) Tony Roche (8/13)                     | Ken Rosewall (8/9) Fred Stolle (10/10)          |                                                |
| 1970  | Robert Lutz (2/5) Stan Smith (2/5)                                                  | Ilie Năstase (1/3) Ion Țiriac (1/1)                 | John Newcombe (10/17) Tony Roche (9/13)                    | Pierre Barthes (1/1) Nikola Pilić (1/1)         |                                                |
| 1971  | John Newcombe (11/17) Tony Roche (10/13)                                            | Arthur Ashe (1/2) Marty Riessen (1/2)               | Roy Emerson (16/16) Rod Laver (6/6)                        | John Newcombe (12/17) Roger Taylor (1/2)        |                                                |
| 1972  | Owen Davidson (1/2) Ken Rosewall (9/9)                                              | Bob Hewitt (6/9) Frew McMillan (2/5)                | Bob Hewitt (7/9) Frew McMillan (3/5)                       | Cliff Drysdale (1/1) Roger Taylor (2/2)         |                                                |
| 1973  | Malcolm Anderson (2/2) John Newcombe (13/17)                                        | John Newcombe (14/17) Tom Okker (1/2)               | Jimmy Connors (1/2) Ilie Năstase (2/3)                     | Owen Davidson (2/2) John Newcombe (15/17)       |                                                |
| 1974  | Ross Case (1/2) Geoff Masters (1/2)                                                 | Dick Crealy (2/2) Onny Parun (1/1)                  | John Newcombe (16/17) Tony Roche (11/13)                   | Robert Lutz (3/5) Stan Smith (3/5)              |                                                |
| 1975  | John Alexander (1/2) Phil Dent (1/1)                                                | Brian Gottfried (1/3) Raúl Ramírez (1/3)            | Vitas Gerulaitis (1/1) Sandy Mayer (1/2)                   | Jimmy Connors (2/2) Ilie Năstase (3/3)          |                                                |
| 1976  | John Newcombe (17/17) Tony Roche (12/13)                                            | Fred McNair (1/1) Sherwood Stewart (1/3)            | Brian Gottfried (2/3) Raúl Ramírez (2/3)                   | Marty Riessen (2/2) Tom Okker (2/2)             |                                                |
| 1977  | Ray Ruffels (1/1) Allan Stone (2/2)                                                 | Brian Gottfried (3/3) Raúl Ramírez (3/3)            | Geoff Masters (2/2) Ross Case (2/2)                        | Bob Hewitt (8/9) Frew McMillan (4/5)            | Arthur Ashe (2/2) Tony Roche (13/13)           |
| 1978  | Tournoi disputé en décembre : il y a deux éditions en 1977, aucune édition en 1986. | Gene Mayer (1/2) Hank Pfister (1/2)                 | Bob Hewitt (9/9) Frew McMillan (5/5)                       | Robert Lutz (4/5) Stan Smith (4/5)              | Wojtek Fibak (1/1) Kim Warwick (1/4)           |
| 1979  | Tournoi disputé en décembre : il y a deux éditions en 1977, aucune édition en 1986. | Gene Mayer (2/2) Sandy Mayer (2/2)                  | Peter Fleming (1/7) John McEnroe (1/9)                     | Peter Fleming (2/7) John McEnroe (2/9)          | Peter McNamara (1/3) Paul McNamee (1/4)        |
| 1980  | Tournoi disputé en décembre : il y a deux éditions en 1977, aucune édition en 1986. | Victor Amaya (1/1) Hank Pfister (2/2)               | Peter McNamara (2/3) Paul McNamee (2/4)                    | Robert Lutz (5/5) Stan Smith (5/5)              | Mark Edmondson (1/5) Kim Warwick (2/4)         |
| 1981  | Tournoi disputé en décembre : il y a deux éditions en 1977, aucune édition en 1986. | Heinz Günthardt (1/2) Balázs Taróczy (1/2)          | Peter Fleming (3/7) John McEnroe (3/9)                     | Peter Fleming (4/7) John McEnroe (4/9)          | Mark Edmondson (2/5) Kim Warwick (3/4)         |
| 1982  | Tournoi disputé en décembre : il y a deux éditions en 1977, aucune édition en 1986. | Sherwood Stewart (2/3) Ferdi Taygan (1/1)           | Peter McNamara (3/3) Paul McNamee (3/4)                    | Kevin Curren (1/1) Steve Denton (1/1)           | John Alexander (2/2) John Fitzgerald (1/7)     |
| 1983  | Tournoi disputé en décembre : il y a deux éditions en 1977, aucune édition en 1986. | Anders Järryd (1/8) Hans Simonsson (1/1)            | Peter Fleming (5/7) John McEnroe (5/9)                     | Peter Fleming (6/7) John McEnroe (6/9)          | Mark Edmondson (3/5) Paul McNamee (4/4)        |
| 1984  | Tournoi disputé en décembre : il y a deux éditions en 1977, aucune édition en 1986. | Henri Leconte (1/1) Yannick Noah (1/1)              | Peter Fleming (7/7) John McEnroe (7/9)                     | John Fitzgerald (2/7) Tomáš Šmíd (1/2)          | Mark Edmondson (4/5) Sherwood Stewart (3/3)    |
| 1985  | Tournoi disputé en décembre : il y a deux éditions en 1977, aucune édition en 1986. | Mark Edmondson (5/5) Kim Warwick (4/4)              | Heinz Günthardt (2/2) Balázs Taróczy (2/2)                 | Ken Flach (1/4) Robert Seguso (1/4)             | Paul Annacone (1/1) Christo van Rensburg (1/1) |
| 1986  | Tournoi disputé en décembre : il y a deux éditions en 1977, aucune édition en 1986. | John Fitzgerald (3/7) Tomáš Šmíd (2/2)              | Joakim Nyström (1/1) Mats Wilander (1/1)                   | Andrés Gómez (1/2) Slobodan Živojinović (1/1)   |                                                |
| 1987  | Stefan Edberg (1/3) Anders Järryd (2/8)                                             | Anders Järryd (3/8) Robert Seguso (2/4)             | Ken Flach (2/4) Robert Seguso (3/4)                        | Stefan Edberg (2/3) Anders Järryd (4/8)         |                                                |
| 1988  | Rick Leach (1/5) Jim Pugh (1/3)                                                     | Andrés Gómez (2/2) Emilio Sánchez (1/3)             | Ken Flach (3/4) Robert Seguso (4/4)                        | Sergio Casal (1/2) Emilio Sánchez (2/3)         |                                                |
| 1989  | Rick Leach (2/5) Jim Pugh (2/3)                                                     | Jim Grabb (1/2) Patrick McEnroe (1/1)               | John Fitzgerald (4/7) Anders Järryd (5/8)                  | John McEnroe (8/9) Mark Woodforde (1/12)        |                                                |
| 1990  | Pieter Aldrich (1/2) Danie Visser (1/3)                                             | Sergio Casal (2/2) Emilio Sánchez (3/3)             | Rick Leach (3/5) Jim Pugh (3/3)                            | Pieter Aldrich (2/2) Danie Visser (2/3)         |                                                |
| 1991  | Scott Davis (1/1) David Pate (1/1)                                                  | John Fitzgerald (5/7) Anders Järryd (6/8)           | John Fitzgerald (6/7) Anders Järryd (7/8)                  | John Fitzgerald (7/7) Anders Järryd (8/8)       |                                                |
| 1992  | Todd Woodbridge (1/16) Mark Woodforde (2/12)                                        | Jakob Hlasek (1/1) Marc Rosset (1/1)                | John McEnroe (9/9) Michael Stich (1/1)                     | Jim Grabb (2/2) Richey Reneberg (1/2)           |                                                |
| 1993  | Danie Visser (3/3) Laurie Warder (1/1)                                              | Luke Jensen (1/1) Murphy Jensen (1/1)               | Todd Woodbridge (2/16) Mark Woodforde (3/12)               | Ken Flach (4/4) Rick Leach (4/5)                |                                                |
| 1994  | Jacco Eltingh (1/6) Paul Haarhuis (1/6)                                             | Byron Black (1/1) Jonathan Stark (1/1)              | Todd Woodbridge (3/16) Mark Woodforde (4/12)               | Jacco Eltingh (2/6) Paul Haarhuis (2/6)         |                                                |
| 1995  | Jared Palmer (1/2) Richey Reneberg (2/2)                                            | Jacco Eltingh (3/6) Paul Haarhuis (3/6)             | Todd Woodbridge (4/16) Mark Woodforde (5/12)               | Todd Woodbridge (5/16) Mark Woodforde (6/12)    |                                                |
| 1996  | Stefan Edberg (3/3) Petr Korda (1/1)                                                | Ievgueni Kafelnikov (1/4) Daniel Vacek (1/3)        | Todd Woodbridge (6/16) Mark Woodforde (7/12)               | Todd Woodbridge (7/16) Mark Woodforde (8/12)    |                                                |
| 1997  | Todd Woodbridge (8/16) Mark Woodforde (91/12)                                       | Ievgueni Kafelnikov (2/4) Daniel Vacek (2/3)        | Todd Woodbridge (9/16) Mark Woodforde (10/12)              | Ievgueni Kafelnikov (3/4) Daniel Vacek (3/3)    |                                                |
| 1998  | Jonas Björkman (1/9) Jacco Eltingh (4/6)                                            | Jacco Eltingh (5/6) Paul Haarhuis (4/6)             | Jacco Eltingh (6/6) Paul Haarhuis (5/6)                    | Cyril Suk (1/1) Sandon Stolle (1/1)             |                                                |
| 1999  | Jonas Björkman (2/9) Patrick Rafter (1/1)                                           | Mahesh Bhupathi (1/4) Leander Paes (1/8)            | Mahesh Bhupathi (2/4) Leander Paes (2/8)                   | Sébastien Lareau (1/1) Alex O'Brien (1/1)       |                                                |
| 2000  | Ellis Ferreira (1/1) Rick Leach (5/5)                                               | Todd Woodbridge (10/16) Mark Woodforde (11/12)      | Todd Woodbridge (11/16) Mark Woodforde (12/12)             | Lleyton Hewitt (1/1) Max Mirnyi (1/6)           |                                                |
| 2001  | Jonas Björkman (3/9) Todd Woodbridge (12/16)                                        | Mahesh Bhupathi (3/4) Leander Paes (3/8)            | Donald Johnson (1/1) Jared Palmer (2/2)                    | Wayne Black (1/2) Kevin Ullyett (1/2)           |                                                |
| 2002  | Mark Knowles (1/3) Daniel Nestor (1/8)                                              | Paul Haarhuis (6/6) Ievgueni Kafelnikov (4/4)       | Jonas Björkman (4/9) Todd Woodbridge (13/16)               | Mahesh Bhupathi (4/4) Max Mirnyi (2/6)          |                                                |
| 2003  | Michaël Llodra (1/3) Fabrice Santoro (1/2)                                          | Bob Bryan (1/16) Mike Bryan (1/18)                  | Jonas Björkman (5/9) Todd Woodbridge (14/16)               | Jonas Björkman (6/9) Todd Woodbridge (15/16)    |                                                |
| 2004  | Michaël Llodra (2/3) Fabrice Santoro (2/2)                                          | Xavier Malisse (1/1) Olivier Rochus (1/1)           | Jonas Björkman (7/9) Todd Woodbridge (16/16)               | Mark Knowles (2/3) Daniel Nestor (2/8)          |                                                |
| 2005  | Wayne Black (2/2) Kevin Ullyett (2/2)                                               | Jonas Björkman (9/9) Max Mirnyi (4/6)               | Stephen Huss (1/1) Wesley Moodie (1/1)                     | Bob Bryan (2/16) Mike Bryan (2/18)              |                                                |
| 2006  | Bob Bryan (3/16) Mike Bryan (3/18)                                                  | Jonas Björkman (9/9) Max Mirnyi (4/6)               | Bob Bryan (4/16) Mike Bryan (4/18)                         | Martin Damm (1/1) Leander Paes (4/8)            |                                                |
| 2007  | Bob Bryan (5/16) Mike Bryan (5/18)                                                  | Mark Knowles (3/3) Daniel Nestor (3/8)              | Arnaud Clément (1/1) Michaël Llodra (3/3)                  | Simon Aspelin (1/1) Julian Knowle (1/1)         |                                                |
| 2008  | Jonathan Erlich (1/1) Andy Ram (1/1)                                                | Pablo Cuevas (1/1) Luis Horna (1/1)                 | Daniel Nestor (4/8) Nenad Zimonjić (1/3)                   | Bob Bryan (6/16) Mike Bryan (6/18)              |                                                |
| 2009  | Bob Bryan (7/16) Mike Bryan (7/18)                                                  | Lukáš Dlouhý (1/2) Leander Paes (5/8)               | Daniel Nestor (5/8) Nenad Zimonjić (2/3)                   | Lukáš Dlouhý (2/2) Leander Paes (6/8)           |                                                |
| 2010  | Bob Bryan (8/16) Mike Bryan (8/18)                                                  | Daniel Nestor (6/8) Nenad Zimonjić (3/3)            | Jürgen Melzer (1/2) Philipp Petzschner (1/2)               | Bob Bryan (9/16) Mike Bryan (9/18)              |                                                |
| 2011  | Bob Bryan (10/16) Mike Bryan (10/18)                                                | Max Mirnyi (5/6) Daniel Nestor (7/8)                | Bob Bryan (11/16) Mike Bryan (11/18)                       | Jürgen Melzer (2/2) Philipp Petzschner (2/2)    |                                                |
| 2012  | Leander Paes (7/8) Radek Štěpánek (1/2)                                             | Max Mirnyi (6/6) Daniel Nestor (8/8)                | Jonathan Marray (1/1) Frederik Nielsen (1/1)               | Bob Bryan (12/16) Mike Bryan (12/18)            |                                                |
| 2013  | Bob Bryan (13/16) Mike Bryan (13/18)                                                | Bob Bryan (14/16) Mike Bryan (14/18)                | Bob Bryan (15/16) Mike Bryan (15/18)                       | Leander Paes (8/8) Radek Štěpánek (2/2)         |                                                |
| 2014  | Łukasz Kubot (1/2) Robert Lindstedt (1/1)                                           | Julien Benneteau (1/1) Édouard Roger-Vasselin (1/1) | Vasek Pospisil (1/1) Jack Sock (1/3)                       | Bob Bryan (16/16) Mike Bryan (16/18)            |                                                |
| 2015  | Simone Bolelli (1/1) Fabio Fognini (1/1)                                            | Ivan Dodig (1/3) Marcelo Melo (1/2)                 | Jean-Julien Rojer (1/3) Horia Tecău (1/2)                  | Pierre-Hugues Herbert (1/5) Nicolas Mahut (1/5) |                                                |
| 2016  | Jamie Murray (1/2) Bruno Soares (1/3)                                               | Feliciano López (1/1) Marc López (1/1)              | Pierre-Hugues Herbert (2/5) Nicolas Mahut (2/5)            | Jamie Murray (2/2) Bruno Soares (2/3)           |                                                |
| 2017  | John Peers (1/1) Henri Kontinen (1/1)                                               | Ryan Harrison (1/1) Michael Venus (1/1)             | Łukasz Kubot (2/2) Marcelo Melo (2/2)                      | Jean-Julien Rojer (2/3) Horia Tecău (2/2)       |                                                |
| 2018  | Oliver Marach (1/1) Mate Pavić (1/4)                                                | Pierre-Hugues Herbert (3/5) Nicolas Mahut (3/5)     | Mike Bryan (17/18) Jack Sock (2/3)                         | Mike Bryan (18/18) Jack Sock (3/3)              |                                                |
| 2019  | Pierre-Hugues Herbert (4/5) Nicolas Mahut (4/5)                                     | Kevin Krawietz (1/2) Andreas Mies (1/2)             | Juan Sebastián Cabal (1/2) Robert Farah (1/2)              | Juan Sebastián Cabal (2/2) Robert Farah (2/2)   |                                                |
| 2020  | Rajeev Ram (1/4) Joe Salisbury (1/4)                                                | Kevin Krawietz (2/2) Andreas Mies (2/2)             | Tournoi annulé                                             | Mate Pavić (2/4) Bruno Soares (3/3)             |                                                |
| 2021  | Ivan Dodig (2/3) Filip Polášek (1/1)                                                | Pierre-Hugues Herbert (5/5) Nicolas Mahut (5/5)     | Nikola Mektić (1/1) Mate Pavić (3/4)                       | Rajeev Ram (2/4) Joe Salisbury (2/4)            |                                                |
| 2022  | Thanasi Kokkinakis (1/1) Nick Kyrgios (1/1)                                         | Marcelo Arévalo (1/2) Jean-Julien Rojer (3/3)       | Matthew Ebden (1/2) Max Purcell (1/2)                      | Rajeev Ram (3/4) Joe Salisbury (3/4)            |                                                |
| 2023  | Rinky Hijikata (1/1) Jason Kubler (1/1)                                             | Ivan Dodig (3/3) Austin Krajicek (1/1)              | Wesley Koolhof (1/1) Neal Skupski (1/1)                    | Rajeev Ram (4/4) Joe Salisbury (4/4)            |                                                |
| 2024  | Rohan Bopanna (1/1) Matthew Ebden (2/2)                                             | Marcelo Arévalo (2/2) Mate Pavić (4/4)              | Harri Heliövaara (1/2) Henry Patten (1/2)                  | Max Purcell (2/2) Jordan Thompson (1/1)         |                                                |
| 2025  | Harri Heliövaara (2/2) Henry Patten (2/2)                                           | Marcel Granollers (1/1) Horacio Zeballos (1/1)      | Julian Cash (1/1) Lloyd Glasspool (1/1)                    |                                                 |                                                |

### Articles similaires
- Liste des championnes de tennis vainqueurs en Grand Chelem en double
- Liste des champions de tennis vainqueurs en Grand Chelem en double mixte
- Liste des championnes de tennis vainqueurs en Grand Chelem en simple
- Liste des champions de tennis vainqueurs en Grand Chelem en simple